# Xu Xiaofei
Xu Xiaofei (chinesisch 徐晓飞; * 7. März 1982 in Zhengzhou) ist ein ehemaliger chinesischer Fußballspieler.

## Karriere
Xu begann seine Karriere 2005 beim japanischen Zweitligisten Consadole Sapporo. Für Sapporo bestritt er 11 Zweitligaspiele. 2006 wechselte er zu Kamatamare Sanuki. Von 2007 bis 2008 war er außerdem noch beim Drittligisten Gainare Tottori und Mitsubishi Mizushima FC unter Vertrag. 2009 kehrte er nach China zurück und unterschrieb einen Vertrag bei Henan Songshan Longmen.